# گناروبان وینوث
گناروبان وینوث یک بازیکن تیم فوتبال سریلانکا است که در پست هافبک بازی می‌کند.